# Kolín
Kolín (in tedesco Kolin o Köln an der Elbe) è una città della Repubblica Ceca, capoluogo del distretto omonimo, in Boemia Centrale. Dista 55 km a est dalla capitale Praga, costeggiando il fiume Elba.

## Storia
Kolín fu fondata dal re Ottocaro II di Boemia nel XIII secolo con il nome di Colonia nova. La prima menzione della cittadina risale al 1261. Nel 1437 venne costruito un castello, dove visse - tra il 1475 e il 1488 - lo scrittore rinascimentale Hynek z Poděbrad, figlio del re George of Poděbrady.
La battaglia di Kolín venne combattuta il 18 giugno 1757 durante la Guerra dei Sette Anni, ed è ricordata come una delle più feroci di questa guerra.
Il centro storico della città conserva molte costruzioni ed edifici in stile gotico e barocco. I luoghi di maggiori interesse sono il ghetto ebraico e la sinagoga, l'antico cimitero ebraico, la chiesa di San Bartolomeo del XIII secolo (opera dell'architetto Peter Parler). La città diede i natali, nel 1864, allo scrittore pioniere del realismo ceco Josef Svatopluk Machar.

## Kolín oggi
Nel 2002 è stato costruito il TPCA, un moderno impianto industriale per la produzione di automobili. L'apertura dell'impianto è avvenuta nel febbraio 2005 con un investimento di quasi 1,5 miliardi di Euro impiegando circa 3 000 persone. La capacità produttiva sarà di 300 000 auto all'anno.